# 謝漢·卡魯納提拉卡
謝漢·卡魯納提拉卡（英語：Shehan Karunatilaka，1975年—）是一名斯里蘭卡作家。他於2010年的首部小說《中国佬：普拉迪普·马修的传奇故事》贏得英联邦图书奖、DSC南亞文學獎和格雷希恩獎，並被《維斯登》評為有史以來第二偉大的板球書籍。他的第二部小說《艾梅達死後七夜》於2022年10月17日贏得布克獎。

## 外部連結
- 官方網站 （页面存档备份，存于）
- Madushka Balasuriya, "Shehan Karunatilaka, on life and the afterlife" （页面存档备份，存于）, Daily FT, 7 March 2020.
- Harsh Pareek, "Shehan Karunatilaka talks cricket, war, life, death — and everything that falls in between" （页面存档备份，存于）, 12 March 2022.